# O Holy Night
O Holy Night (рус. О Святая ночь), оригинальное французское название Minuit chrétiens — знаменитая рождественская песня, традиционно исполняемая во время полуночной рождественской мессы в католической церкви.

## История написания
Слова этого гимна написал Пласид Каппо (1808—1877), житель французского города Рокмора, находящегося к северу от исторического города Авиньона. Каппо занимался продажей вина и был более известен своими стихами, чем посещением церкви. Возможно, его удивило, когда незадолго до его поездки по торговым делам, приходской священник попросил его написать слова песни на Рождественскую мессу, чтобы на ней с достоинством отметить восстановление церковного органа. К приезду в Париж Каппо завершил написание текста, который назвал «Рождественской песнью».
Его собственное произведение так вдохновило Каппо, что он решил найти талантливого музыканта, чтобы тот написал музыку к тексту. По приезде в Париж он обратился за помощью к одному своему знакомому.
Адольф Шарль Адан был сыном известного музыканта-классика, да и сам он закончил Парижскую консерваторию. В 1847 году Адан был на пике своей карьеры: за несколько лет до этого он написал известный балет «Жизель». Кроме него он написал более 80 опер и других произведений. Благодаря его таланту и славе, его просили писать для оркестров и балетных трупп по всему миру. Но текст Каппо, наверно, затруднил его больше, чем заказы из Лондона, Берлина или Санкт-Петербурга. Дело в том, что Адан был евреем, а «Рождественская песнь» говорила о празднике, который он не праздновал, и о человеке, которого он не считал Сыном Божиим. Тем не менее, Адан быстро приступил к работе. Законченная песня понравилась и поэту, и священнику. Три недели спустя она впервые прозвучала в Рокморе во время полуночной мессы в ночь на Рождество.
Сначала «Рождественскую песнь» охотно приняли в католической церкви, и она быстро вошла в рождественские богослужения. Однако её популярность вскоре упала из-за репутации и поэта, и композитора. Каппо перестал ходить в церковь и начал принимать активное участие в социалистическом движении. Его называли радикал-социалистом и нехристем. Церковные власти узнали, что музыку написал еврей, и песня, которая уже стала излюбленным рождественским гимном, была внезапно и единогласно отвергнута Церковью. Церковные власти считали, что «Рождественская песнь» не подходит для богослужений из-за «нехватки музыкального вкуса» и «полного отсутствия религиозного духа». Но хотя они и пытались похоронить песню, французы продолжали её петь.
Перевод «Рождественской песни» был сделан на другие языки. Самый известный перевод на английский язык сделал американец Джон Салливан Двайт (1813—1893), унитаристский служитель, музыкальный критик и журналист из Массачусетса. Двайт видел в этой песне не только рождение Христа. Ярому борцу за освобождение рабов, Двайту очень понравились строчки третьего куплета:
Он нас учил все покрывать любовью.
Любви закон и Свой мир Он нам дал.
Наш долг — спасать несчастных и бездольных:
За всех людей наш Господь пострадал.
Этот текст отражал собственный взгляд Двайта на рабство в южных штатах. Английский перевод, получивший название «O Holy Night», появился в «Журнале музыки Двайта» в 1855 году и быстро стал популярным в Америке, особенно на Севере во время Гражданской войны. Так уж получилось, что Рождество стало официальным праздником штата Массачусетс именно в том году, когда Двайт опубликовал «Святую ночь».
Существует предание о том, что во время Первой мировой войны, во время боев между армиями Германии, Франции и шотландскими войсками во время празднования Рождества в окопах ночью 24 декабря один безоружный французский солдат внезапно выскочил из окопа. Обе стороны в удивлении смотрели на него. Он поднял глаза к небу и запел «Святую ночь» на французском языке. Когда он закончил, из другого окопа вылез немецкий солдат и ответил ему рождественским гимном Мартина Лютера на немецком языке. В честь Рождества бои прекратились на следующие 24 часа.
В Сочельник 1906 года Реджинальд Фессенден впервые в истории передавал радиопрограмму. Он зачитал отрывок из Евангелия от Луки, а потом взял скрипку и сыграл «O Holy Night», которая стала первой песней, звучавшей по радио.

## Записи
Песню в разное время записали:
| - Apocalyptica - Avril Lavigne - Clay Aiken - The Ark (под названием O helga natt) - BarlowGirl - Brand New - Cosima De Vito - Celtic Woman - Dream Theater - DBSK - Il Divo - Jaya - Джуэл - Hanson - Halford - The Lettermen - Kutless - Lonestar - 'N Sync - Mannheim Steamroller (инстр. версия) - Katie Melua | - Seven Day Jesus - Twila Paris - Sandi Patti - Smoking Popes - Susan Boyle - Play - The Fold - The Century Men - Third Day - Trans-Siberian Orchestra (инстр. версия) - Кристина Агилера - Роберто Аланья (под названием Minuit, chrétiens) - Джон Андерсон - Джоан Баез - Джон Берри - Майкл Болтон - Сара Брайтман - Юсси Бьёрлинг (под названием O helga natt) - Регина Веласкес - Билли Гилман | - Джош Грэйсин - Эл Грин - Джош Гробан - Махалия Джексон - Алед Джонс - Брэдли Джозеф (инстр. версия) - Вайнона Джад - Селин Дион - Пласидо Доминго - Мария Каллас - Энрико Карузо (под названием Minuit, chrétiens) - Келли Кларксон - Розмари Клуни & Джордж Майкл (дуэт) - Нат «Кинг» Коул - Перри Комо - Майкл Кроуфорд - Бинг Кросби - Глен Кэмпбелл - Мэрайя Кэри - Патти ЛаБель - Марио Ланца | - Аврил Лавин - Мартина МакБрайд - Дена & Джоанна Марини (инстр. версия) - Петер Маттеи - Гленн Медейрос - Нана Моускоури - Брайант Мэннинг - Джонни Мэтис - Джим Нейборс - Лей Неш - Мэри Осмонд - Лучано Паваротти - Джон Руттер & Cambridge Singers - Ричи Самбора - Айза Сегуэрра - Джордж Беверли Ши - Джессика Симпсон - Бритни Спирс - Ребекка Сент Джеймс - Суфьян Стивенс | - Майкл Свит - Майкл Уильямс[прояснить] - Брайан Уилсон - Джозе Феличиано - Элла Фицджеральд - Дэрил Холл & Джон Отес - Уитни Хьюстон - Шарлотта Чёрч - Линда Эдер - Триша Ярвуд - Бруно Пеллетье - Хор Мормонской Скинии - Марк Мартел - Петрус Шродерус (под названием O helga natt) - Bastille |

## Появление в телешоу
- «O Holy Night» была исполнена в сериале «Южный парк» (музыкальный эпизод «Классические рождественские песни от мистера Хэнки») одним из главных героев шоу, Эриком Картманом, со слегка изменённым текстом. Запись стала настолько популярной в фан-среде, что в рождественский сезон запись даже проигрывалась на радио. Эта запись вошла на альбом Mr. Hankey's Christmas Classics.
- В последнем эпизоде четвёртого сезона сериала «Западное крыло» под названием Holy Night песня прозвучала в исполнении вокальной группы The Whiffenpoofs. Эта же запись звучала в другом шоу авторства Аарона Соркина — сериале «Студия 60 на Сансет-Стрип» (эпизод «The Christmas Show»).
- Роберт Гийом спел «O Holy Night» в одном из эпизодом ситкома «Бенсон».
- Лиа Мишель (Рэйчел Берри) исполнила «O Holy Night» в 9-м эпизоде 4-го сезона сериала «Хор».
- Cary Brothers исполнили «O Holy Night» в 9-м эпизоде 4 сезона сериала «Дневники вампира».
- В 9-м эпизоде 3 сезона норвежского сериала «Стыд» Nils Bech исполнил песню «O Helga Natt».

## Текст песни

### Первый вариант
Oh holy night! The stars are brightly shining ,
It is the night of the dear Savior’s birth.
Long lay the world in sin and error pining,
Till He appear’d and the soul felt its worth.
A thrill of hope the weary world rejoices,
For yonder breaks a new and glorious morn.
Fall on your knees! Oh, hear the angel voices!
Oh night divine, Oh night when Christ was born;
Oh night divine, Oh night, Oh night Divine.
Led by the light of Faith serenely beaming,
With glowing hearts by His cradle we stand.
So led by light of a star sweetly gleaming,
Here come the wise men from Orient land.
The King of Kings lay thus in lowly manger;
In all our trials born to be our friend.
He knows our need, to our weakness is no stranger,
Behold your King! Before Him lowly bend!
Behold your King, Behold your King.
Truly He taught us to love one another;
His law is love and His gospel is peace.
Chains shall He break for the slave is our brother;
And in His name all oppression shall cease.
Sweet hymns of joy in grateful chorus raise we,
Let all within us praise His holy name.
Christ is the Lord! O praise His Name forever,
His power and glory evermore proclaim.
His power and glory evermore proclaim.

### Второй вариант
O! Holy night! The stars, their gleams prolonging,
Watch o’er the Eve of our dear Saviour’s birth.
Long lay the world in sin and error, longing
For His appearance, then the Spirit felt its worth.
A thrill of hope; the weary world rejoices,
For yonder breaks a new and glorious morn.
Fall on your knees! Oh, hear the angel voices!
O night divine, the night when Christ was Born;
O night, O holy night, O night divine!
Led by the light of faith serenely beaming,
With glowing hearts we stand by the Babe adored.
O’er the world a star is sweetly gleaming,
And come now, Shepherds, from your flocks unboard.
The Son of God lay thus w’thin lowly manger;
In all our trials born to be our Lord.
He knows our need, our weakness never lasting,
Behold your King! By Him, let Earth accord!
Behold your King! By Him, let Earth accord!
Truly He taught us to love one another,
His law is love and His gospel is peace.
Long live His truth, and may it last forever,
For in His name all discordant noise shall cease.
Sweet hymns of joy in grateful chorus raise we,
With all our hearts we praise His holy name.
Christ is the Lord! Then ever, ever praise we,
His power and glory ever more proclaim!
His power and glory ever more proclaim!

### Оригинальный (французский) вариант
Minuit, chrétiens, c’est l’heure solennelle,
Où l’Homme-Dieu descendit jusqu'à nous
Pour effacer la tache originelle
Et de Son Père arrêter le courroux.
Le monde entier tressaille d’espérance
En cette nuit qui lui donne un Sauveur.
Peuple à genoux, attends ta délivrance.
Noël, Noël, voici le Rédempteur,
Noël, Noël, voici le Rédempteur!
Le Rédempteur a brisé toute entrave:
La terre est libre, et le ciel est ouvert.
Il voit un frère où n'était qu’un esclave,
L’amour unit ceux qu’enchaînait le fer.
Qui Lui dira notre reconnaissance,
C’est pour nous tous qu’Il naît,
Qu’Il souffre et meurt.
Peuple debout! Chante ta délivrance,
Noël, Noël, chantons le Rédempteur,
Noël, Noël, chantons le Rédempteur!

### Русский перевод
Святая ночь! Сверкают ярко звезды.
В тиши ночной нам родился Христос.
Весь мир тонул в грехе и беззаконьи,
Но Божий Сын нам спасенье принес.
Надежда счастьем сердце наполняет,
Вдали горит грядущих дней заря.
О, человек! Внимай певцам из рая!
О, ночь, о ночь Христова рождества!
О, ночь, о ночь Христова рождества!
Небесный свет рассеял мрак печали,
С огнём в душе мы у яслей стоим.
Так мудрецы Царя царей искали,
Несли дары и склонились пред Ним.
Господь господ лежал в хлеву на сене,
Сочувствовать Он может нам во всем:
Он знает жизнь, Он испытал мученья.
Пади пред Ним, признай Его Царем!
Пади пред Ним, признай Его Царем!
Он нас учил все покрывать любовью.
Любви закон и Свой мир Он нам дал.
Наш долг — спасать несчастных и бездольных:
За всех людей наш Господь пострадал.
Пусть песни славы льются, словно реки.
Пусть каждый к Богу с радостью спешит.
Христос — Господь! Хвала Ему навеки!
Ему вся власть и честь принадлежит.
Ему вся власть и честь принадлежит.